# Cystostiptoporus
Cyanosporus is een monotypisch geslacht van schimmels behorend tot de familie Polyporaceae. De typesoort is Cystostiptoporus indicus.